# АлеАда
«АлеАда» — шестой студийный альбом певицы Линды, презентованный 14 октября 2006 года в Концертном зале «Мир». Первый студийный альбом, записанный с греческим продюсером Стефаносом Корколисом. Посвящён матерям Линды и Корколиса. Запись производилась на студиях «At Kyriazis» и «Workshop» (Афины), «Нирвана» (Москва), а также при участии звукорежиссёров Великобритании, Бельгии и Нидерландов. В работе задействованы музыканты из России, Греции, Туниса и Египта.

## Название и тематика альбома
«АлеАда» — первый в творчестве Линды альбом полностью о любви, пронизанный словом «любовь» и соответствующим настроением. В песнях нашли отражение роман певицы с продюсером и композитором Стефаносом Корколисом, её скорбь по умершей в 2005 году матери Александре и волнения Стефаноса по поводу сильной болезни его матери Аденулы (Ады).

Этот диск посвящен моей маме и маме Стефаноса. Мы соединили два имени, — и получилось слово АлеАда. Начальные слоги. Потому что эти люди дали нам любовь, дали нам возможность жить и чувствовать любовь в этом мире. Эквивалентом, переводом слова «АлеАда» может быть «любовь», но это иная любовь, не та, к которой мы привыкли здесь, на Земле, а та, которая по-настоящему заполняет человека и дает ему ощущение Жизни.— Линда

Он [альбом] адресован каждому человеку, который понимает значение слова «любовь». Не та, простая земная любовь, а любовь иная, которая как бы в другом каком-то измерении, к которой каждый человек подсознательно тянется. Любовь, которая заполнят всего человека. Не просто отношение к любимому человеку… Мужчины и женщины, например. Это какая-то просто маленькая частичка всего. Это любовь всеобъемлющая, которая кипит внутри сердца, заполняет тебя, открывает мир совершенно по-другому. Это кардиограмма сердца, которая бьется вечно и никогда не останавливается. Поэтому наш альбом — это послание каждому человеку, кому это важно.— Линда

## Список композиций

### Россия
Источники:.
Все тексты написаны Линдой.
| №                   | Название                   | Музыка                   | Длительность |
| ------------------- | -------------------------- | ------------------------ | ------------ |
| 1.                  | «Любовь в конверте»        | Линда                    | 3:51         |
| 2.                  | «Мечена я»                 | Линда                    | 3:55         |
| 3.                  | «Я украду»                 | Линда                    | 3:04         |
| 4.                  | «Толкай на любовь»         | Линда                    | 3:27         |
| 5.                  | «Роковая любовь»           | Линда                    | 3:49         |
| 6.                  | «Я и гейша»                | Стефанос Корколис, Линда | 3:33         |
| 7.                  | «По рельсам любви»         | С. Корколис, Линда       | 4:00         |
| 8.                  | «Я влетела в тебя»         | С. Корколис, Линда       | 3:58         |
| 9.                  | «Белый шторм»              | Линда                    | 3:43         |
| 10.                 | «АлеАда»                   | С. Корколис, Линда       | 3:43         |
| 11.                 | «Я украду (radio version)» | Линда                    | 3:04         |
| 12.                 | «Толкай на любовь (remix)» | Линда                    | 4:03         |
| Общая длительность: | Общая длительность:        | Общая длительность:      | 44:10        |

### Греция
Источник:.
| №                   | Название                                                                | Текст песни               | Музыка              | Длительность |
| ------------------- | ----------------------------------------------------------------------- | ------------------------- | ------------------- | ------------ |
| 1.                  | «Любовь в конверте»                                                     | Линда                     | Линда               | 3:51         |
| 2.                  | «Мечена я»                                                              | Линда                     | Линда               | 3:55         |
| 3.                  | «Я украду»                                                              | Линда                     | Линда               | 3:04         |
| 4.                  | «Толкай на любовь»                                                      | Линда                     | Линда               | 3:27         |
| 5.                  | «Роковая любовь»                                                        | Линда                     | Линда               | 3:49         |
| 6.                  | «Я и гейша»                                                             | Линда                     | С. Корколис, Линда  | 3:33         |
| 7.                  | «По рельсам любви»                                                      | Линда                     | С. Корколис, Линда  | 4:00         |
| 8.                  | «Я влетела в тебя»                                                      | Линда                     | С. Корколис, Линда  | 3:58         |
| 9.                  | «Белый шторм»                                                           | Линда                     | Линда               | 3:43         |
| 10.                 | «АлеАда»                                                                | Линда                     | С. Корколис, Линда  | 3:43         |
| 11.                 | «To Σημάδι (feat. «Goin' Through»)» (греческая версия песни «Мечена я») | Линда, NiVo               | Линда               | 4:18         |
| 12.                 | «Κανένας Ποτέ» (греческая версия песни «По рельсам любви»)              | Линда, пер. Танос Николау | С. Корколис, Линда  | 4:04         |
| 13.                 | «The mark (feat. «Goin’ Through»)» (английская версия песни «Мечена я») | Линда, Dope MC            | Линда               | 4:19         |
| Общая длительность: | Общая длительность:                                                     | Общая длительность:       | Общая длительность: | 49:44        |

## Клипы
Источники:.
- «Я украду!»
- «Мечена я»
- «Толкай меня на любовь»
- «Любовь в конверте»
- «Κανένας Ποτέ»

## Участники записи
Источники:.
- Линда — вокал, бэк-вокал, дизайн
- Стефанос Корколис — аранжировка, бэк-вокал (трек 10), клавишные, бас-гитара, дирижирование (струнные партии), сведение и обработка звука
- Микаэл Тзуганакис — вокал (трек 10), лауто[англ.], критская лира
- Пенни Скару — бэк-вокал (трек 10)
- Костас Митропапас — бэк-вокал (трек 10)
- Мария Папаникола — бэк-вокал (трек 10)
- Апостолис Коскинас — акустическая и электрогитара
- Роб Джонс — акустические гитары
- Роберт Эден — электрическая и акустическая бас-гитара
- Диджи — электрогитара, ударные, программирование ударных, инженер звукозаписи, сведение и обработка звука
- Томми Янг — ударные
- Тосси Акиро — японские барабаны
- Арам Сетобян — дудук
- Крис Насебян — нэй
- Джон Кристидес — греческий кларнет
- Симос Киналис — цурас
- Микаэль Порфирис — виолончель
- Георг Панагиотопулос — скрипка
- Марилиза Пападури — виолончель и тибетская виолончель (трек 10)
- Симфонический оркестр «Thalassa» — струнные партии
- Струнный квартет «El Djezair» — этнические струнные партии
- Арабский ансамбль ударных инструментов — перкуссия
- Тасос Ксамосфакидес — инженер звукозаписи
- Пете Лалис — инженер звукозаписи
- Даниель Фокас — звукорежиссёр, мастеринг
- Крис Хатжистамов — мастеринг
- Михаил Кувшинов — обработка вокала Линды
- Александр Касьянов — дополнительный мастеринг
- Ковригин — дизайн
- Глеб Кондрашов — фото
- Василий Коблов-Вейн — стилист